# Pareremus tigrinus
Pareremus tigrinus är en insektsart som först beskrevs av Johann Gottlieb Otto Tepper 1892.  Pareremus tigrinus ingår i släktet Pareremus och familjen Gryllacrididae. Inga underarter finns listade i Catalogue of Life.